# Protosiris gigas
Protosiris gigas är en biart som beskrevs av Melo 2006. Protosiris gigas ingår i släktet Protosiris och familjen långtungebin. Inga underarter finns listade i Catalogue of Life.